# Willem van de Velde (1633–1707)

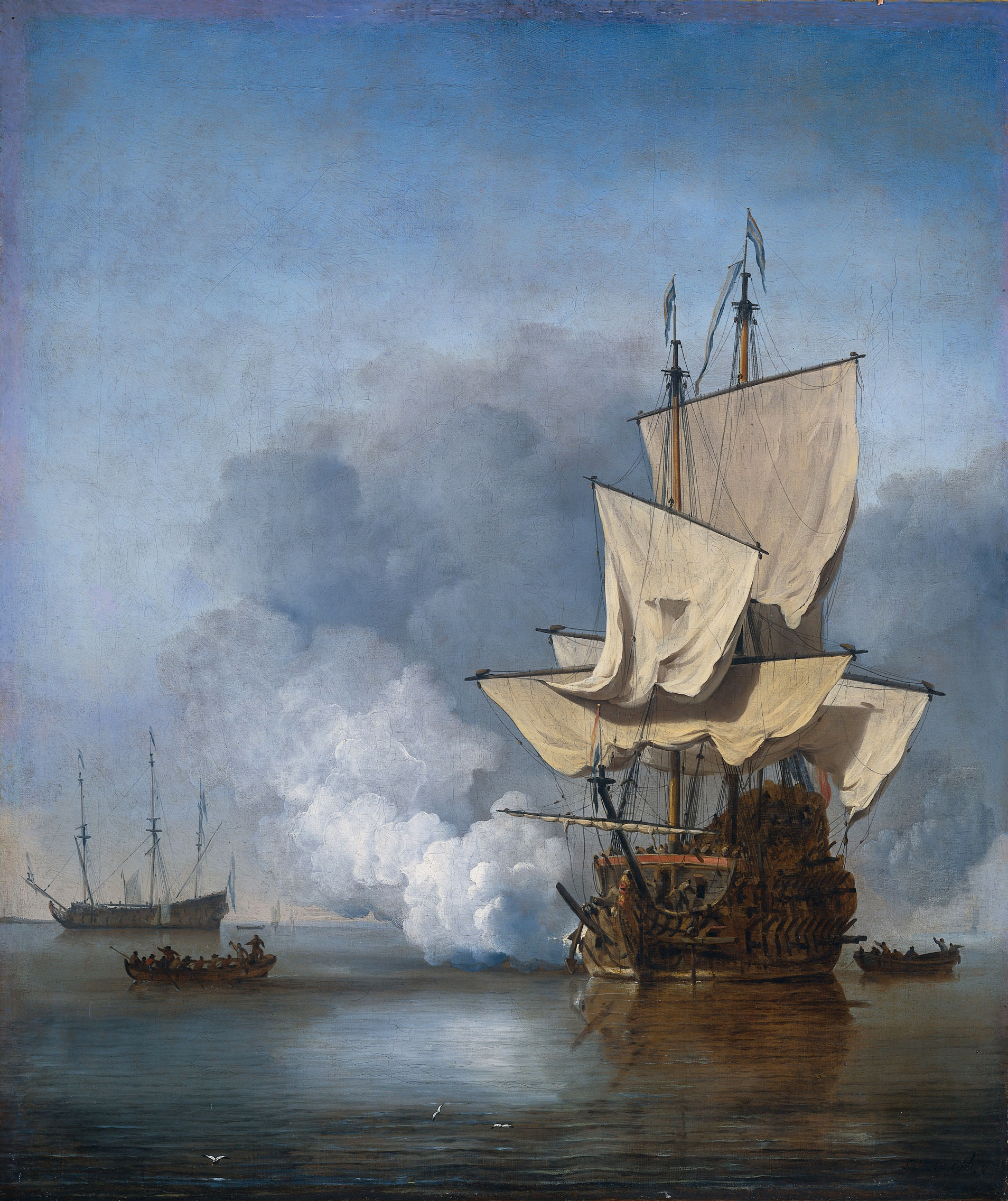
Ágyúlövés (1707)

Ifj. Willem van de Velde (Leiden, 1633. — London, 1707. április 6.) a holland festészet aranykorának egyik legjelentősebb tengerészeti festője.

## Életpályája
Híres festőcsaládban született, első mesterei apja, id. Willem van de Velde, majd Simon de Vlieger voltak. 1672 elején a francia–holland háború kezdetén apjával együtt Londonba költözött. Legtöbb képe tengeri tájat ábrázol halászhajókkal, csatahajókkal, királyi jachtokkal; pontos rajzai, festményei képet adnak a térség 17. századi hajótípusairól; tengeri csatákat, tengeri viharban hánykolódó hajókat is megjelenített. Főleg Londonban működött, ahol 1674-ben II. Károly angol király megtette udvari festőjének, majd a király halála után, II. Jakab angol király is pártfogásába vette. 
Munkáiban a lélek belső nyugalma tükröződik, de gyakran harciasabb témákat is festett, ezek közül leghíresebb Az ágyúlövés című (Rijksmuseum, Amszterdam). A festményen a háború megbontja azt a belső nyugalmat, amely oly jellemző tájképeire. A tengert finom ezüst színbe burkolja, mintha ezzel is tiltakozna a háború brutalitása ellen. 
Számos műve található a Wallace-gyűjteményben, az amszterdami Rijksmuseumban, a Le Havre-i Művészeti Múzeumban stb. A budapesti Szépművészeti Múzeum is őriz tőle egy Tengeri táj című képet.

## Galéria

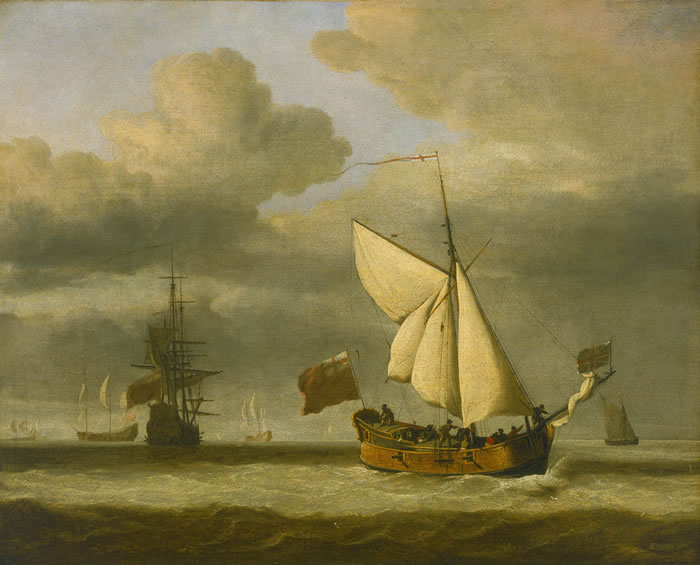
Királyi jacht
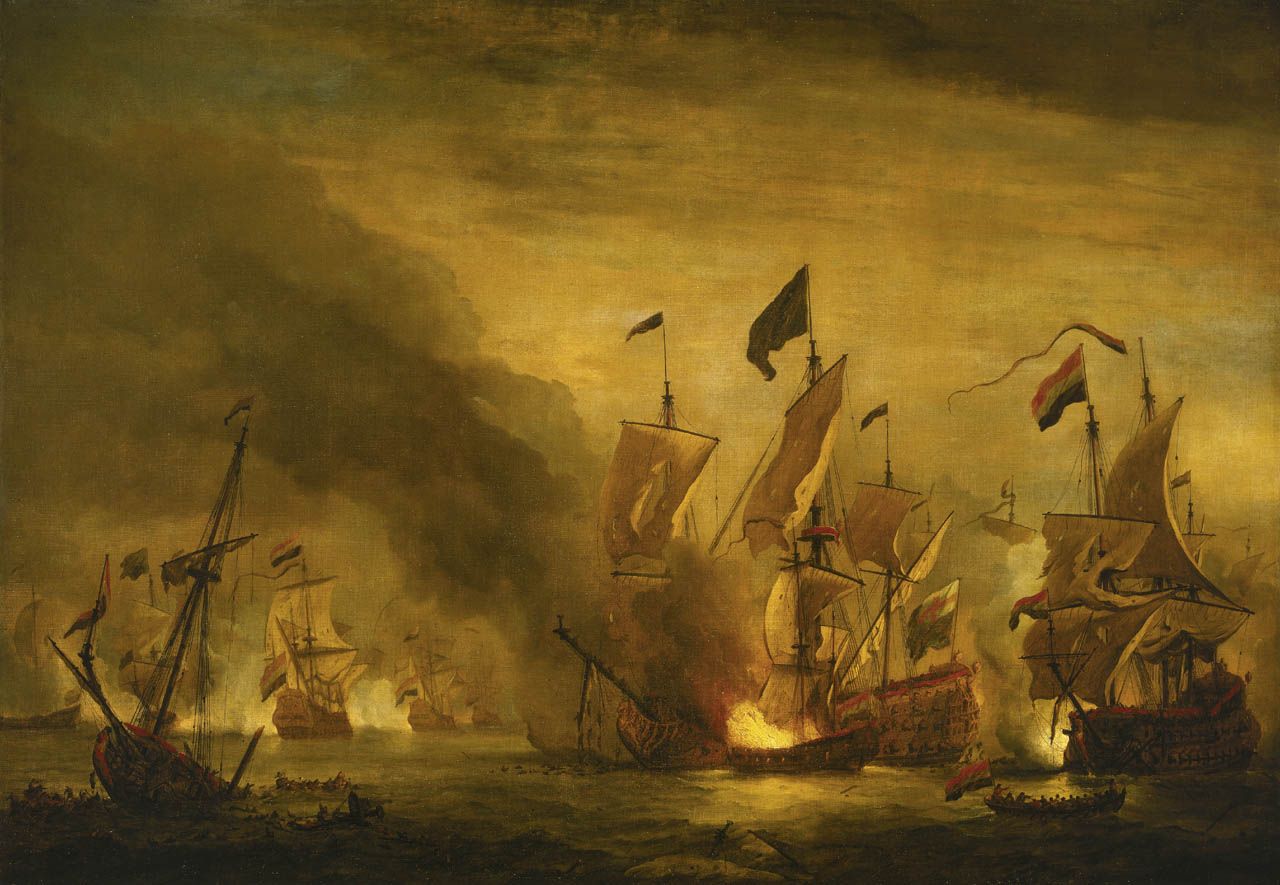
Tengeri csata Solebay partjainál, 1672. május 28-án (1672–78)
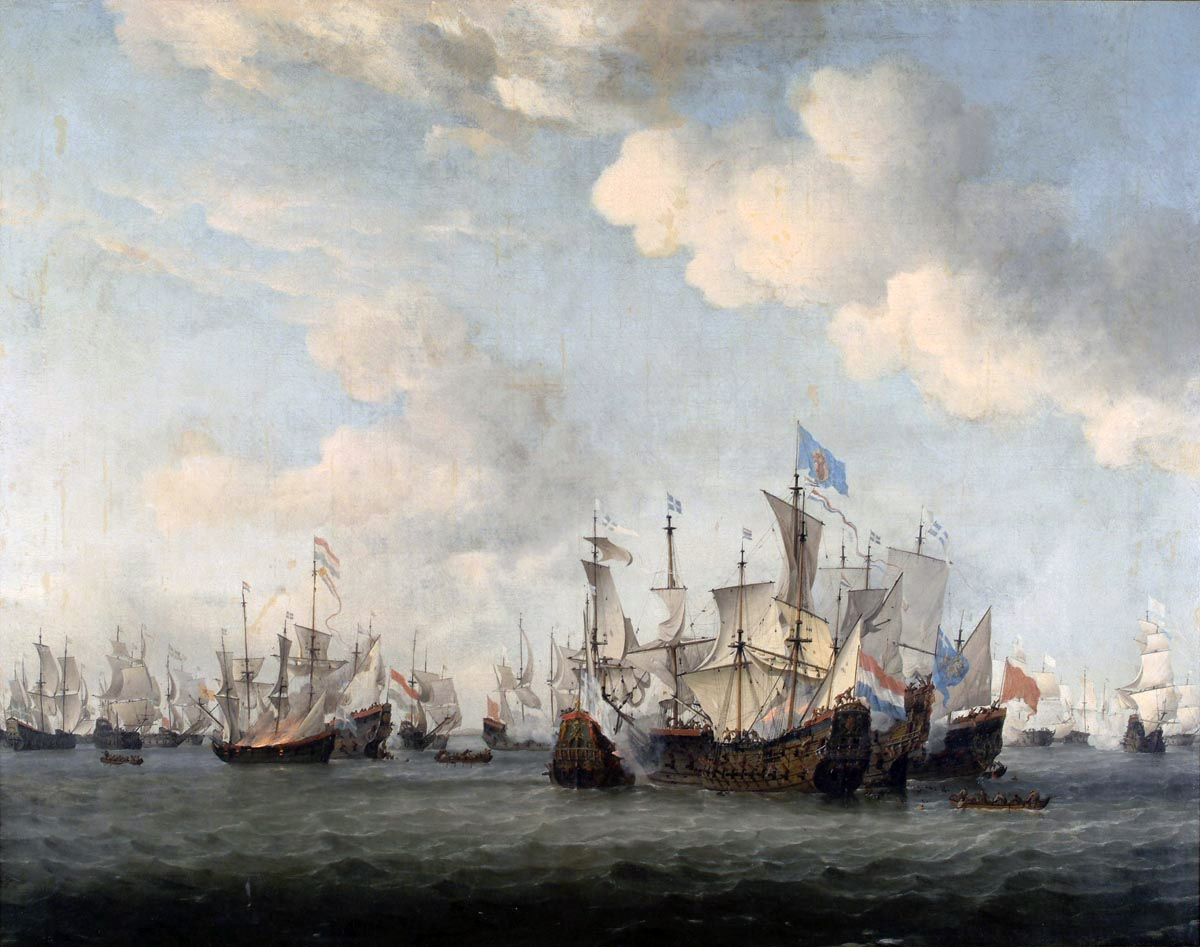
A francia–holland tengeri csata Kijkduin közelében (1673 k.)